# セルゲイ・ダニリン
セルゲイ・ダニリン（Sergey Danilin、1960年1月1日 - 2021年10月4日）は、ソビエト連邦のリュージュ選手である。1980年代から1990年代半ばに活躍し、1984年サラエボオリンピック男子一人乗りで銀メダルを獲得した。
また、リュージュ世界選手権男子一人乗りでは1981年に優勝、1983年に2位、1987年に3位となり、また混合団体では1989年、1990年にともに3位となっている。
ヨーロッパリュージュ選手権では1986年に優勝を果たした。またリュージュ・ワールドカップでは1981-2シーズンと1982-3シーズンに総合2位となった。
1986年に同じリュージュ選手のNadejda Danilinaと結婚した。